# NGC 5298
NGC 5298 је спирална галаксија у сазвежђу Кентаур која се налази на NGC листи објеката дубоког неба.
Деклинација објекта је - 30° 25' 45" а ректасцензија 13h 48m 36,3s. Привидна величина (магнитуда) објекта NGC 5298 износи 13,1 а фотографска магнитуда 13,9. Налази се на удаљености од 69,707 милиона парсека од Сунца. NGC 5298 је још познат и под ознакама ESO 445-39, MCG -5-33-15, PGC 48985.